# Elderia arenivaga
Elderia arenivaga är en svampart som först beskrevs av Cooke & Massee, och fick sitt nu gällande namn av McLennan 1961. Elderia arenivaga ingår i släktet Elderia och familjen Pezizaceae.   Inga underarter finns listade i Catalogue of Life.